# صورتی ایرانی
صورتی ایرانی (انگلیسی: Persian Pink) رنگ صورتی مایل به ارغوانی روشن است که با نام ایران شناخته می‌شود. این رنگ در صنعت پوشاک شهرت دارد و در سال ۱۹۲۳ در ادبیات انگلیسی استفاده شده‌است.